# Archidiocèse de Goa et Daman
L’archidiocèse de Goa et Daman est une circonscription ecclésiastique de l’Église catholique romaine en Inde. Premier diocèse créé (1533) en Extrême-Orient, il ne s’étend aujourd’hui que sur l’État de Goa et le territoire de Dadra et Nagar Haveli et Daman et Diu (anciennes possessions portugaises), tous situés en bord de mer et voisins du Gujarat.

## Histoire
Le diocèse est érigé le 31 janvier 1533 comme suffragant de l'Archidiocèse de Funchal par le pape Clément VII. Il s’étend alors du cap de Bonne-Espérance, en Afrique, à la Chine et au Japon. 
Dès 1557 le diocèse est détaché de Lisbonne et devient un archidiocèse métropolitain avec ses premiers diocèses suffragants à Cochin (au Kerala en Inde) et à Malacca (Malaisie). Les missions asiatiques se développant rapidement, d’autres diocèses sont créés qui sont suffragants de Goa : Macao (Chine) en 1576, Ōita (Japon) en 1588, Cranganore en 1600 et Mylapore (Inde) en 1606, Nankin et Pékin (Chine) en 1690, le Mozambique (Afrique orientale) en 1612, et Daman (Inde) en 1886. 
En 1572, le pape reconnaît l’archidiocèse de Goa comme ‘siège primatial de l’Orient’, son titulaire portant le titre d’archevêque-primat de l’Orient.
Au XIXe siècle, en 1857, Goa a perdu tous ses suffragants à l’est de l’Inde (Chine et Japon) mais d’autres diocèses ont été créés qui lui sont rattachés, entre autres en Afrique. Avec l’érection de la hiérarchie catholique dans les Indes britanniques en 1886 par Léon XIII, Goa étant sous le contrôle du Portugal (et régit par le système du 'Padroado') il perd beaucoup de son influence. En compensation, Léon XIII accorde à l’archevêque de Goa le titre honorifique de patriarche des Indes orientales.
Depuis 1928, le diocèse est connu sous le nom de Goa et Daman. Cranganore étant supprimé, l’archevêque de Goa est titulaire de Cranganore également. 
En 1961, les troupes indiennes envahissent Goa et mettent fin à la domination portugaise. Le territoire est annexé par l’Inde. Le dernier patriarche-archevêque de nationalité portugaise quitte Goa. Un administrateur apostolique prend sa place. 
La situation est régularisée en 1978. L’administrateur est fait archevêque et patriarche ad honorem des Indes orientales.
Le 25 novembre 2006, le pape Benoit XVI transfère au siège de Goa le diocèse suffragant de Sindhudurg, créé l'année précédente sous l'autorité de la métropole de Bombay.

## Statistiques
| année | baptisés | population totale | pourcentage de chrétiens | prêtres | dont séculiers | dont réguliers | baptisés par prêtre | diacres | religieux | religieuses | paroisses |
| ----- | -------- | ----------------- | ------------------------ | ------- | -------------- | -------------- | ------------------- | ------- | --------- | ----------- | --------- |
| 1970  | 259 660  | 655 700           | 39,6                     | 732     | 608            | 124            | 354                 |         | 189       | 627         | 148       |
| 1980  | 424 500  | 1 106 850         | 38,4                     | 648     | 460            | 188            | 655                 |         | 232       | 764         | 158       |
| 1990  | 385 076  | 1 852 000         | 20,8                     | 582     | 404            | 178            | 661                 |         | 366       | 744         | 160       |
| 1999  | 451 220  | 1 442 913         | 31,3                     | 608     | 361            | 247            | 742                 |         | 450       | 951         | 166       |
| 2000  | 453 450  | 1 445 915         | 31,4                     | 609     | 365            | 244            | 744                 |         | 423       | 955         | 162       |
| 2001  | 458 450  | 1 446 219         | 31,7                     | 615     | 370            | 245            | 745                 |         | 507       | 944         | 163       |
| 2002  | 450 130  | 1 502 057         | 30,0                     | 619     | 371            | 248            | 727                 |         | 450       | 941         | 162       |
| 2003  | 449 818  | 1 665 994         | 27,0                     | 612     | 364            | 248            | 734                 |         | 424       | 888         | 165       |
| 2004  | 454 926  | 1 685 335         | 27,0                     | 608     | 382            | 226            | 748                 |         | 386       | 849         | 165       |
| 2006  | 627 400  | 1 763 598         | 35,6                     | 630     | 377            | 253            | 995                 |         | 436       | 870         | 166       |
| 2013  | 640 616  | 1 818 000         | 35,2                     | 449     | 252            | 701            | 913                 |         | 455       | 965         | 167       |

## Patrimoine
- La cathédrale Sainte-Catherine, à Velha Goa.
- La basilique du Bon Jésus, à Velha Goa,

## Archevêques et patriarches
- Évêque Francisco de Melo (1533)
- Évêque João Afonso de Albuquerque (1539 – 1553)
- Archevêque Gaspar de Leão Pereira (1560 – 1567)
- Archevêque Jorge Temudo, dominicain (1568 – 1571)
- Archevêque Gaspar de Leão Pereira (1574 – 1576.08.15)
- Archevêque Henrique de Távora e Brito, dominicain (1578 – 1581)
- Archevêque João Vicente da Fonseca, dominicain (1582 – 1587)
- Archevêque Mateus de Medina (1588 – 1592)
- Archevêque Aleixo de Menezes (1595 – 1609)
- Archevêque Cristóvão de Sá e Lisboa (1613 – 1622)
- Archevêque Sebastião de San Pedro, augustinien (1625 – 1629)
- Archevêque Manuel Teles de Brito, dominicain (1633 – 1633)
- Archevêque Francisco dos Mártires, franciscain (1636 – 1652)
- Archevêque Cristóvão da Silveira (1671 – 1673)
- Archevêque António Brandão (1675 – 1678)
- Archevêque Alberto da Silva, augustinien (1675 – 1679)
- Archevêque Manuel de Sousa e Menezes (1681 – 1684)
- Archevêque Agostinho da Anunciação (1691 – 1713)
- Archevêque Sebastião de Andrade Pessanha (1716 – 1720)
- Archevêque Inácio de Santa Teresa, augustinien (1721 – 1740)
- Archevêque Eugénio de Trigueiros, augustinien (1740 – 1741)
- Archevêque Lourenço de Santa Maria e Melo (1742 – 1752)
- Archevêque António Taveira da Neiva Brum e Silveira (1750 – 1773)
- Archevêque Francisco da Assumpção e Brito, augustinien (1773 – 1783)
- Archevêque Manuel de Santa Catarina, carme (1783 – 1812)
- Archevêque Manuel de Santo Galdino, franciscain (1812 – 1831)
- Archevêque José Maria da Silva Torres (1844 – 1849)
- Archevêque João Crisóstomo de Amorim Pessoa (1861 – 1874)
- Archevêque Aires de Ornelas e Vasconcelos (1874 – 1880)
- Patriarche-archevêque António Sebastião Valente (1881 – 1908)
- Patriarche-archevêque Matheus de Oliveira Xavier (1909 – 1928)
- Patriarche Matheus de Oliveira Xavier (May 1, 1928 – 1929)
- Patriarche-archevêque Teotonio Emanuele Ribeira Vieira de Castro (1929 – 1940)
- Patriarche-archevêque José Vieira Alvernaz (1953 – 1975)
- Patriarche-archevêque et cardinal José da Costa Nunes  (1940 – 1953)
- Patriarche-archevêque Jose Vieira de Alvernaz (1953 - 1961, †1975)
- Administrateur apostolique (évêque) Francisco Xavier da Piedade Rebello (1966 - 1972)
- Administrateur apostolique (1972 - 1978) puis patriarche-archevêque  Raul Nicolau Gonsalves (1978 - 2004)
- Patriarche-archevêque Filipe Neri Ferrão (16 janvier 2004 – )